# Karl Eliasberg
Karl Ilitch Eliasberg (en bielorruso: Карл Ілліч Эліасберг; en ruso: Карл Ильич Элиасберг) (Minsk, 10 de junio de 1907-Leningrado, 12 de febrero de 1978) fue un director de orquesta soviético.

## Biografía
Karl Ilitch Eliasberg nació en Minsk (entonces parte del Imperio ruso, en la actual Bielorrusia) el 10 de junio de 1907. Se graduó como violinista en el Conservatorio de Leningrado en 1929 y fue director del Teatro de Comedia Musical de la misma ciudad de 1929 a 1931, antes de unirse a la Orquesta de la radio como director.
Fue director de la Orquesta de Radio de Leningrado y segundo director de la Orquesta Filarmónica de Leningrado, pero participó en un evento clave en la sociedad y la cultura de la ciudad durante su sitio cuando Dmitri Shostakóvich dedicó su Séptima Sinfonía a la ciudad como «Sinfonía Leningrado». La sinfonía ya se había estrenado en Kúibyshev el 5 de marzo de 1942 bajo la dirección de Samuíl Samosúd y luego se presentó en Moscú (29 de marzo de 1942), Londres (22 de junio de 1942) y Nueva York (19 de julio de 1942). Cuando se le pidió a Eliasberg que dirigiera el estreno en Leningrado, sólo quedaban disponibles 15 miembros de la orquesta; los demás se habían muerto de hambre o se habían marchado para luchar contra el enemigo. El concierto tuvo lugar el 9 de agosto de 1942 en la Filarmónica Bolshoy de Leningrado bajo la batuta de Eliasberg, el segundo director con las personas que pudieron reunirse de la orquesta principal, la orquesta de reserva y las bandas militares, y se escuchó por la radio.
Fue reconocido como Artista Meritorio de la RSFSR en 1944, pero después de la Segunda Guerra Mundial, Yevgueni Mravinski regresó a la ciudad y bloqueó la carrera de Eliasberg, por lo que se convirtió en director provincial itinerante.
Entre 1945 y 1975, Eliasberg dirigió en Leningrado solo 3 veces más, cada una de ellas la Séptima Sinfonía y con la orquesta de reserva. En 1961, dirigió el primer movimiento únicamente. En 1964, se reunieron el director y 22 de los músicos originales antes de una actuación en presencia de Shostakóvich el 27 de enero de 1964, fue la primera vez que estuvieron juntos en 22 años. Los supervivientes interpretaron en sus mismos asientos. Eliasberg dijo que el concierto estaba dedicado a aquellos que habían actuado en ese momento pero habían muerto desde entonces y la audiencia dio una ovación de pie. Eliasberg escribió más tarde:

Esos momentos no ocurren a menudo. No puedo explicar el sentimiento que tuve. La gloria de la fama y el dolor de la pérdida, y el pensamiento de que tal vez los momentos más brillantes de tu vida se han ido. La ciudad ahora vive una vida pacífica, pero no uno tiene derecho a olvidar el pasado.

La tercera vez fue el 9 de mayo de 1975, tres años antes de su muerte.
Eliasberg falleció el 12 de febrero de 1978, casi olvidado, y sus cenizas fueron enterradas en una pequeña parcela en la parte trasera del Cementerio Memorial Piskaryovskoye. Después de la caída del Comunismo, Yuri Temirkánov encabezó una resurrección de la reputación de Eliasberg y el alcalde Anatoly Sobchak dispuso que las cenizas de Eliasberg fueran trasladadas a una tumba más adecuada entre los Literatorskie Mostki en el Cementerio Vólkovo.

## En la cultura popular
La interpretación de la Orquesta de radio de Leningrado de la Séptima Sinfonía de Shostakóvich dirigida por Karl Eliasberg es el tema de la novela de 2011 The Conductor de la autora neozelandesa Sarah Quigley.
El concierto durante el asedio a Leningrado apareció en el documental Leningrado y la orquesta que desafió a Hitler, transmitido por BBC Two el 2 de enero de 2016. Las emisiones de radio anteriores de la BBC sobre el mismo tema incluyen Witness y Newshour.